# NGC 1093
NGC 1093 je galaksija u zviježđu Trokut.

## Vanjske poveznice
- SEDS: NGC 1093